# Liste der Bodendenkmale in Rogätz
In der Liste der Bodendenkmale in Rogätz sind alle Bodendenkmale der Gemeinde Rogätz und ihrer Ortsteile aufgelistet. Grundlage ist die Auflistung von Johannes Schneider aus dem Jahr 1986. Die Baudenkmale sind in der Liste der Kulturdenkmale in Rogätz aufgeführt.

Der Link (Karte oder Lage) führt zu verschiedenen Kartendiensten mit der Position des Kulturdenkmals. Fehlt dieser Link, wurden die Koordinaten noch nicht eingetragen. Sind diese bekannt, können sie über ein Tool mit einer Kartenansicht einfach nachgetragen werden. In dieser Kartenansicht sind Kulturdenkmale ohne Koordinaten mit einem roten bzw. orangen Marker dargestellt und können durch Verschieben auf die richtige Position in der Karte mit Koordinaten versehen werden. Kulturdenkmale ohne Bild sind an einem blauen bzw. roten Marker erkennbar.

| Denkmal-ID | Fundart             | Ortsteil | Bezeichnung                    | Zeitstellung | Lage                                                | Bemerkungen                         | Bild |
| ---------- | ------------------- | -------- | ------------------------------ | ------------ | --------------------------------------------------- | ----------------------------------- | ---- |
| ?          | Grabmal > Grabhügel | Rogätz   | Hügelgräber (8)                |              | Kreuzung Cröchernsche Str. / Damaschkestrasse Lage) |                                     |      |
| ?          | Grabmal > Grabhügel | Rogätz   | Hügelgrab                      |              | westlich des Ortes im Wald (Lage)                   | 200 m nordwestlich der Seilerstraße |      |
| ?          | Befestigung > Burg  | Rogätz   | Burgwall                       |              | Höhenlage, „Kapellenberg“, südlich des Orts (Lage)  |                                     |      |
| ?          | Befestigung > Burg  | Rogätz   | Überbaute Höhenburg „Klutturm“ |              | ehemaliges Gut, Südostseite des Orts (Lage)         |                                     |      |